# Saturnalia (dinosaurie)
Saturnalia är en mycket dåligt känd dinosaurie från mellersta trias som levde i Brasilien. Längden var ungefär 1,5 meter.

## Klassificering
Saturnalia har länge antagits vara antingen en theropod, eller en tidig sauropodomorph. År 2007 placerades Saturnalia i familjen Guaibasauridae inom sauropodomorpherna.